# Куай-Гон Джин
Куай-Гон Джин е измислен герой от света на Междузвездни войни. Той е почитан, макар отцепник и необичаен майстор джедай, падауан на граф Дуку, и учител на Оби-Уан Кеноби. Той на няколко пъти открито се портивопоставя на Съвета, но въпреки това много джедаи гледат на него като много мъдър и умен. Дори след смъртта му в ръцете на Дарт Моул той има голяма роля в бъдещето на джедаите.
| „    | Истински рицар, Куай-Гон е. Винаги на собствената си задача. | “ |
| Йода |                                                              |   |

| „             | Способността ти да говориш не те прави интелигентен. | “ |
| Куай-Гон Джин |                                                      |   |

## Биография

### Блокадата на Набу
Учителят джедай Куай-Гон Джин е изпратен на тайна мисия от върховния канцлер Валорум до обсадената планета Набу. Пристигайки на флагманския кораб на Търговската Федерация за среща с вице краля Нют Гънрей корабът му е унищожен и той заедно с ученика си Оби Уан Кеноби слиза на планетата над която вече се „изсипва“ инвазията на дроидната армия на федерацията. Срещайки странното местно същество Джар Джар Бинкс минават през подводната столица на Гунганите(оригиналната раса на Набу). Следвайки своя принцип за „Живата Сила“ Куай-Гон и Оби Уан спасяват Джар Джар от наказание и го взимат със себе си. Пристигайки в Тиид(столицата на Набу) той решава да ескортира владетелката кралица Амидала до Корусант за съвещание на Галактическия Сенат. Но при преминаването през блокадата Хипер-двигателят им е повреден и те се принуждават да кацнат на Татуин – свят на робство и мизерия в който Републиката не съществува. В търсенето на липсващите части групата се среща с малко момче на име Анакин Скайуокър което е роб на Тойдарианецът Уато който държи магазин за резервни части. Куай-Гон веднага разпознава в това малко момче „Избраният“ от старо джедайско предсказание. Тестовете за мидихлорините показва нещо невиждано дотогава и тогава Джин се убеждава в своето предположение. След серия рисковани залагания момчето спечелва Голямото Състезание и печели свободата си както и частите за кораба на новите си приятели. Куай-Гон обаче не подозира, че блокадата и много други неща са дирижирани от тъмния Ситски лорд Сидиъс който праща своя ученик Дарт Моул да се справи с джедаите. В първата битка между Моул и Кай-Гон няма победител. При пристигането на Корусант момчето Скайуокър е отведено в Храма на Джедаите за да премине тестовете учителите от съвете обаче отказват момчето да бъде обучено независимо от упоритостта на Куай-Гон. Новата задача на Джин е да ескортира кралицата до Набу. При пристигането им Падме Амидала решава, че е време за ответен удар. Тя се съюзява с Бос Нас – водача на Гунганите и подготвят обща контра-атака. При проникването в Тиид в хангара на двореца се натъкват на Дарт Моул – страшен и подготвен за битката на живота си. Двамата джедаи се изправят заедно срещу сита и битката им се разгръща, Моул нарочно ги води към основния генератор за електричество. Тук се оказва и лобното място на учителя джедай Куай-Гон Джин. След дълга и изморителна битка при енергийните прегради на генератора Оби и Куай-Гон се разделят. Тук джедаят, който вече е на възраст, не успява да устои на мощта на младия Сит и е покосен с два удара – един в коляното и един в гръдния кош. Неговият падуан успява да разсече Моул на две части. Поемайки своя учител в ръце с предсмъртните си думи му казал да обучи Анакин на всяка цена, защото „той е избрания“ след което великият джедай издъхва в ръцете на Оби - Уан Кеноби. Погребението му се състои на Набу където присъстват Падме Амидала, Бос Нас, Оби - Уан, Анакин, и целият върховен съвет на Джедаите както и ново-избраният канцлер Палпатин.

### Завещание
В третия филм на сагата Куай-Гон се споменава отново (и за последно във филмите) с това, че е открил как от и чрез Силата да може да влияе в реалния свят дори когато вече не е между живите. Това е така нареченият „Дух от Силата“ състояние до което малцина са достигнали. Куай-Гон посвещава в това знание учителя Йода и бившият си ученик Оби - Уан Кеноби. По някакъв начин и Дарт Вейдър е достигнал до това състояние което виждаме в един от последните кадри от „Завръщането на Джедаите“ където духът на Анакин Скайуокър седи редом до Оби Уан и Йода.